# مانتا (پیمونت)
مانتا (به ایتالیایی: Manta) یک کومونه در ایتالیا است که در استان کونیو واقع شده‌است.

## خصوصیات
مانتا ۱۱٫۸ کیلومترمربع مساحت و ۳٬۵۷۳ نفر جمعیت دارد.